# 2017 en chimie
Cet article présente les faits marquants de l'année 2017 en chimie.

## Évènements
- 49e Olympiades Internationales de Chimie, organisées à Nakhom Pathom en Thaïlande du 6 juillet au 17 juillet[1].

## Prix
- Prix Nobel de chimie : Jacques Dubochet, Joachim Frank et Richard Henderson pour leurs travaux sur la cryo-microscopie électronique[2],[3].
- Prix Wolf de chimie : Robert G. Bergman « pour la découverte de l'activation des liaisons C-H d'hydrocarbures par des complexes solubles de métaux de transition »[4].
- Prix Procter & Gamble : Nicholas A. Kotov[5]
- Prix Anselme-Payen : Junji Sugiyama[6]
- Médaille Garvan-Olin : Barbara Finlayson-Pitts[7]
- Prix Ernest-Guenther : Stephen F. Martin[8]
- ACS Award in Pure Chemistry : Neal K. Devaraj[9]
- Arthur C. Cope Award : Carolyn R. Bertozzi[10]
- Prix Irving-Langmuir : Emily A. Carter[11]
- Médaille Priestley : Tobin J. Marks[12],[13],[14]
- Médaille Davy :  Matthew Rosseinsky Pour ses avancées dans la conception et la découverte de matériaux fonctionnels, intégrant le développement de nouvelles techniques expérimentales et informatiques[15],[16].
- Grand prix Émile-Jungfleisch : Marc Taillefer[17]
- Prix Alfred-Bader : Andrei Yudin[18]
- Grand prix Félix-Trombe : Bertrand Pavageau[19]
- Médaille Kołos : Walter Thiel[20]
- Grand prix Pierre-Süe : André Mortreux[21]
- Grand prix Achille-Le-Bel : Philippe Walter[22]
- Claude S. Hudson Award in Carbohydrate Chemistry : David Crich[23]
- Médaille William-H.-Nichols : Chad Mirkin[24]

## Décès
- 10 janvier[25] : Oliver Smithies (né en 1925), biochimiste américano-britannique et prix Nobel de physiologie ou médecine en 2007[26].
- 8 mars[27] : George Andrew Olah (né en 1927), chimiste américano-hongrois et lauréat du prix Nobel de chimie de 1994[3],[28].
- 15 juin[29] : Ibrahim Abouleish (né en 1937), médecin et un chimiste égyptien.